# Лубянка (станция метро)
«Лубя́нка» (до 5 ноября 1990 года — «Дзержи́нская») — станция Московского метрополитена на Сокольнической линии. Расположена между станциями «Чистые пруды» и «Охотный Ряд», связана пересадкой со станцией «Кузнецкий Мост» на Таганско-Краснопресненской линии. Находится на территории Тверского района Центрального административного округа Москвы; кроме того, имеются выходы на территории Басманного, Красносельского и Мещанского районов. Открыта 15 мая 1935 года в составе первого пускового участка «Сокольники» — «Парк культуры» с ответвлением «Охотный Ряд» — «Смоленская».

## История и происхождение названия

### Начало строительства
Советское правительство в 1920-х годах приняло решение реанимировать проект метрополитена в Москве, предложенный в последние годы существования Российской империи. Составление нового проекта было поручено Управлению московских городских железных дорог. Специалисты этого ведомства разработали в 1925—1930 годах проект, предусматривавший четыре диаметральные и одну кольцевую линии общей протяжённостью около 50 км. В июне 1931 года на пленуме ЦК ВКП(б) было принято окончательное решение о строительстве Московского метрополитена.
В августе 1931 года было создано организационное бюро нового учреждения — Метростроя, а 23 сентября был официально учреждён и сам Метрострой. В его техническом отделе началось проектирование метрополитена по концепции МГЖД. В качестве первоочередной была определена линия от Сокольников через Каланчёвскую площадь до Крымской площади с ответвлением до Смоленской площади.
После июньского пленума началось проектирование первой очереди метрополитена. В конце 1931 года была предложена линия мелкого заложения от Гавриковой улицы до Дворца Советов. Уже в этом проекте упоминается станция «Площадь Дзержинского». Подготовительные работы и строительство участков первой очереди были начаты весной 1932 года. В апреле 1932 года началось дополнительное разведочное бурение по трассе первой очереди. Постановлением Совнаркома СССР № 806 от 25 мая 1932 года было решено строить участок от Сокольников до Театральной площади на глубоком заложении. Впоследствии и на участке от Сокольников до Каланчёвской площади по причине сложности проходки пришлось вернуться к мелкому заложению.
Строительство станции «Дзержинская» началось в декабре 1933 года. Строительство велось через две шахты № 13 и 14, которые располагались по ходу правого станционного тоннеля. Шахта № 13, пройденная на юго-восточном конце станции, была ликвидирована в ноябре 1934 года при перепланировке улиц. Шахта № 14 на северном конце площади сохранена как постоянная вентиляционная.

### Гидрогеологические проблемы
Строительство велось в сложных гидрогеологических условиях. Непосредственно под мостовой находился трёхметровый песчаный культурный слой, ниже него трёхметровый слой моренных глин, затем до отметки −12 м — плывун. Ниже плывуна лежал семиметровый слой чёрных юрских глин, которым было свойственно вспучиваться при контакте с воздухом, ещё ниже — тонкий слой водоносного гравия и неустойчивые, подтопленные водами Неглинной карбоновые глины. Тоннели станции должны были проходить сквозь юрские глины, опираясь на карбоновый слой. Слой водоносного гравия не был выявлен в ходе изыскательских работ: он был обнаружен уже в ходе строительства. Незапланированное вскрытие водоносного слоя дополнительно подтопило слой карбоновых глин, усложнив строительство. Из-за действия воды и воздуха слои глин, окружавшие тоннели, размягчились и «почти потеряли своё значение как опоры» — своды выработки начали оседать, угрожая полностью завалить станцию. В марте 1934 года станция стала аварийным участком, пришлось срочно укреплять выработки бетонными и стальными конструкциями. Оказалось, что лубянские глины сохраняют естественные механические свойства в течение примерно пяти суток, а затем резко теряют прочность. Поэтому строители изменили технику проходки: пройдя два метра выработки, следовало немедленно прекратить дальнейшую проходку и срочно бетонировать пройденный отрезок.
По первоначальному проекту станция планировалась пилонной трёхсводчатой, но неблагоприятные условия вынудили строителей отказаться от этого плана. На «аварийном» совещании 27 марта 1934 года строители заявили, что строить трёхсводчатую станцию на Лубянской площади невозможно. Мнения разделились: одни предлагали обойти Лубянскую площадь, другие — не строить станцию под площадью, третьи предлагали построить двусводчатую станцию. Л. М. Каганович потребовал продолжить строительство на выбранном месте, а затем было принято решение строить двусводчатую станцию без протяжённого центрального зала, на отметке на три метра ниже первоначально выбранной.

### Эксплуатация и переименования
Станция открыта 15 мая 1935 года под названием «Дзержинская» в составе первого пускового участка Московского метрополитена из 13 станций — «Сокольники» — «Парк культуры» с ответвлением «Охотный Ряд» — «Смоленская».
В 1970-х годах строился центральный участок Таганско-Краснопресненской линии. Её пересечение с Кировско-Фрунзенской линией планировалось под площадью Дзержинского. Для обеспечения пересадки на новую линию было решено произвести реконструкцию «Дзержинской» с достройкой полноценного центрального зала. В 1968 году был построен второй выход со станции из восточного торца. Затем началось возведение центрального зала. Переход на «Кузнецкий Мост» открылся в 1975 году.
Станция названа по Лубянской площади, на которую выходит. Название площади восходит к имени старинного урочища Лубянка (впервые упоминается в документе с 1716 года). В конце XV века в этой части Москвы обосновались выведенцы из Новгорода, чью независимость сокрушил Иван III в 1470—1480 годах. Ими местность и была названа в память старинной новгородской улицы Лубяница. Та же была, возможно, названа также по урочищу (термин луб — подкорье, внутренняя кора, особенно липовая — раньше широко использовался в хозяйстве, и есть вероятность, что урочище по нему получило своё название). В 1926—1990 годах площадь называлась площадью Дзержинского — в честь революционера, советского государственного деятеля, основателя ВЧК Феликса Эдмундовича Дзержинского (1877—1926). 5 ноября 1990 года станция была переименована и получила нынешнее название.
14 октября 2008 года южный (он же западный) вестибюль был закрыт для ремонта эскалаторов. Первоначально планировалось открыть его 26 декабря того же года, однако после ремонта эскалаторов открыт был только выход, встроенный в здание магазина «Детский мир» (№ 11). Выход в вестибюль 1935 года постройки (№ 10) повторно открылся лишь спустя пять с половиной лет — 15 мая 2014 года.

## Архитектура и оформление
Архитектурное решение строившейся станции было поручено Пятой планировочной мастерской Н. А. Ладовского при поддержке Пятой проектной мастерской Д. Ф. Фридмана. Так, несмотря на уже состоявшуюся победу сталинской архитектуры, потерпевшие поражение архитекторы-модернисты и лично рационалист Ладовский получили возможность реализации своих идей в метро. «Площадь Дзержинского» и наземный вестибюль «Красных Ворот» стали «лебединой песней» школы рационализма.

### Вестибюли
Станция имеет два подземных вестибюля, соединённых лестницами и дугообразными пешеходными коридорами с выходами по периметру Лубянской площади (с 1926 по 1990 — пл. Дзержинского). В них находятся кассы, турникеты и начинаются эскалаторные тоннели, ведущие к станционному залу
.
Западный вестибюль открылся со станцией в 1935 году. Эскалаторный тоннель, исходящий из подземного аванзала, который был построен на месте разобранного фундамента Владимирских ворот Китайгородской стены, первоначально имел три эскалатора серии Н, но в 1997 году они были заменены на новые машины ЭТ-3М. Высота подъёма — 21,8 метра, длина наклона — 43,6. Выходы западного вестибюля встроены в реконструированное здание дореволюционной постройки  (современный адрес: ул. Никольская 12/1/2, строение 1), примыкающее к бывшему Калязинскому подворью (Малый Черкасский переулок 1/3 строение 1). До сноса Китайгородской стены (1927—1934) здание было отделено от площади Владимирскими воротами Китай-города. Первый проект вестибюля, составленный Ладовским, предполагал, что вестибюль должен стать пьедесталом памятника Ф. Э. Дзержинскому. По словам Н. Я. Колли, «Лазарь Моисеевич подверг этот проект резкой критике, многому научившей нас, ибо критика была глубоко обоснованная и принципиальная». Ладовский передал проектирование наземного вестибюля И. И. Ловейко из мастерской Фридмана, который и спроектировал новый фасад старого здания. Двойные порталы входа и выхода из метро стали «как бы „сдвоенным“ вариантом наземного вестибюля станции „Красные Ворота“» по проекту Ладовского. Форма порталов предполагала подсвечивание арок отражённым светом. Получившееся в итоге большое громоздкое здание подверглось критике современников. Лев Кассиль писал, что «станция над землёй оформлена несколько мрачновато, — высокая глухая серая стена с барельефами и двумя полукруглыми дверями внизу <…> не то плотина, не то электростанция, не то железобетонная градирня, если таковые существуют». 6 июня 1957 года, c постройкой «Детского мира», был открыт подземный проход из аванзала с выходом в здании универмага.
Восточный вестибюль был открыт в 1968 году, как первая очередь реконструкции станции под будущий пересадочный узел. Учитывая историческую постройку, для компактности сделали два эскалаторных наклона. Малый наклон (высота — 7 метров, длина — 14) первоначально состоял из трёх эскалаторов серии ЛП-6И, в 1995 году они были заменены на ЭТ-5М. Большой наклон расположен параллельно оси платформы, с южной стороны и разворотом на 180 градусов. Аванзалы между эскалаторами соединены двумя проходами. Большой наклон (высота — 21,4 м, длина — 42,8 м) сохранил три первоначальных эскалатора ЛТ-4.
Небольшой кассовый зал расположен под началом Мясницкой улицы, на Лубянской площади. Он соединён с длинным переходом, который повторяет юго-восточный периметр Лубянской площади, с восемью выходами на улицу. Два выхода расположены на углу здания ФСБ (Лубянская площадь и служебный проезд к Фуркасовскому переулку); два на углу Вычислительного центра ФСБ (Лубянский проезд и Мясницкая улица); ещё два выходят к скверу перед Политехническим музеем, по каждую сторону мемориала «Соловецкий камень» (соответственно Лубянского проезда и улицы Новая площадь). Наконец, последние два выхода находятся непосредственно рядом с наземными порталами западного вестибюля.
При строительстве подземного перехода был также пробит проход в подземный аванзал западного вестибюля, позволяющий под землёй пройти от «Детского мира» до здания ФСБ, а также из одного подземного вестибюля в другой, не выходя на поверхность.

### Станционные залы
При открытии станция не имела центрального зала и представляла собой два параллельных перронных тоннеля, объединённых лишь небольшим залом при сходе с эскалатора. Архитектурное решение станции проектировал Ладовский, консультировал его Н. Я. Колли. «Площадь Дзержинского» (как она называлась в проекте) была одной из самых сложных станций для оформления — как из-за тесной двухзальной конструкции с массивными опорами, так и из-за незначительной кривизны самих тоннелей.
В отличие от других архитекторов первой очереди метро, создававших светлые, воздушные интерьеры, чтобы избежать «ощущения подземности», Ладовский не маскировал, а намеренно подчеркнул и творчески обработал «тоннельный характер», заданный инженерной формой. Чтобы скрыть кривизну путей и тоннелей, он задекорировал цилиндрическую поверхность тоннеля, облицованного уфалейским мрамором, сложным рядом поперечных колец (аналогов подпружных арок), создавших на «Площади Дзержинского» особую, не свойственную другим станциям динамику пространства. Другие архитекторы избегали под землёй чёрного цвета, а Ладовский, напротив, использовал в отделке колонн контрастный чёрный камень. По проекту освещения, перрон должен был быть залит ярким светом, а пути и стена за ними — освещены относительно неярко. Ладовский также запланировал использование динамических «световых путеводов» — красных «на посадку» и голубых «на выход», но эта часть проекта не была реализована. Стены аванзала между эскалаторами и перронными тоннелями были оформлены серым уфалейским мрамором, потолки были белыми.
Практически вся первоначальная отделка станции была утрачена при реконструкции 1970-х годов — от работ Ладовского остались лишь фрагменты мраморной облицовки тоннелей. В 1973—1975 годах станция полностью перестроена и получила центральный зал, из которого был сооружён переход на станцию «Кузнецкий Мост» Таганско-Краснопресненской линии. Также были построены подземные переходы с выходами на Лубянскую площадь, к Политехническому музею, «Детскому миру» и на Мясницкую улицу.
Конструкция реконструированной станции — пилонная трёхсводчатая глубокого заложения (глубина заложения — 32,5 метра). Пилоны отделаны белым мрамором «коелга». Пол выложен чёрным и красным гранитом (до реконструкции покрытие было асфальтовым). Путевые стены облицованы белой фарфоровой плиткой. В юго-западном торце «Лубянки» сохранился фрагмент первоначальной отделки станции. В эскалаторном зале установлен мраморный бюст Ф. Э. Дзержинского (после переименования станции он был перемещён в народный музей метрополитена). Станция, обретя центральный зал, стала типовой станцией 1970-х годов.

### Переход на станцию «Кузнецкий Мост»
Через центральный зал станции осуществляется переход на станцию «Кузнецкий Мост» Таганско-Краснопресненской линии. Переход начинается в центре зала. Ниже уровня зала находится поперечная эскалаторная камера. С одной стороны камеры пара эскалаторов работают на спуск, с другой — на подъём. Все четыре первоначальных эскалатора модели ЛП-6И были в 1993 году заменены на ЭТ-5М. Высота подъёма — 6,8 метров, длина наклона — 13,6.
С северной стороны, к эскалаторной камере примыкают два прохода, созданные для удобства движения встречных людских потоков. Эти проходы затем соединяются в широкий сводчатый коридор. Наконец, наклон из четырёх эскалаторов ЛТ-5, длиной 14 метров и высотой 7, спускает переходящих в южный торец станции «Кузнецкий Мост».

## Происшествия
29 марта 2010 года в 7:56 по московскому времени произошёл взрыв. Взрывное устройство сработало во втором вагоне именного поезда «Красная стрела». В результате взрыва погибли 23 человека, десятки получили ранения разной степени тяжести. На станции планировалось разместить мемориальную доску, но по неизвестным причинам это не было сделано.
| - Траурная табличка в память о жертвах теракта. 30 марта 2010 - Возложенные цветы в память о жертвах теракта. 30 марта 2010 - Повреждённая отделка станции. 30 марта 2010 |

## Наземный общественный транспорт
На этой станции можно пересесть на следующие маршруты городского пассажирского транспорта:
- Автобусы: м2, м3, м3к, м6, м7, м9, м40, м90, е10, е30, 538, с633, н1, н2, н6, н9, н10, н11, н12, н14, н15

## Станция в цифрах
- Код станции — 009.
- В марте 2002 года пассажиропоток составлял: по входу — 40,7 тыс. человек, по выходу — 40,9 тыс. человек[23].
- Таблица времени прохождения первого поезда через станцию[24]:

| По чётным числам                 | Будние дни | Выходные дни |
| По нечётным числам               | Будние дни | Выходные дни |
| В сторону станции «Чистые пруды» | 06:00:00   | 06:00:00     |
| В сторону станции «Чистые пруды» | 06:00:00   | 06:00:00     |
| В сторону станции «Охотный Ряд»  | 05:38:00   | 05:38:00     |
| В сторону станции «Охотный Ряд»  | 05:38:00   | 05:38:00     |

## Галерея
| - Центральный зал станции. 25 сентября 2010 - Посадочная платформа. 13 февраля 2010 - Путевая стена с названием станции. 2 ноября 2010 - Переход на станцию «Кузнецкий Мост» Таганско-Краснопресненской линии. 13 декабря 2016 - Памятная табличка, приуроченная к 75-летию со дня открытия метрополитена. 20 мая 2020 - Наземный вестибюль. 12 июня 2017 |

## Станция «Лубянка» в культуре
Станция «Лубянка» упоминается в постапокалиптическом романе Дмитрия Глуховского «Метро 2033». Согласно книге, станция принадлежит Союзу Советских Социалистических Станций Московского метрополитена, чаще именуемому «Красной линией».